# Verbreitung pornographischer Inhalte
Die Verbreitung pornographischer Inhalte bezeichnet in der Bundesrepublik Deutschland einen Straftatbestand. Verstöße werden gemäß § 184 des Strafgesetzbuches (StGB) werden mit Geldstrafe oder Freiheitsstrafe bis zu einem Jahr geahndet.
Das Gesetz zielt darauf ab, dass pornografische Inhalte, etwa Zeitschriften, Fotografien, Filme nicht durch andere Personen als ihre Sorgeberechtigten an Minderjährige gelangen können, z. B. in Läden oder im Internet. Wenn der zur Sorge für die Person Berechtigte handelt, ist die Tat nur strafbar, wenn er die Erziehungspflicht gröblich verletzt (allerdings liegt bei Vorzeigen bzw. Abspielen gegenüber Personen unter 14 Jahren auch in diesem Fall der schwerer bestrafte sexuelle Missbrauch von Kindern ohne Körperkontakt § 176a Absatz 1 Nr. 3 StGB vor).
Außerdem schützt § 184 StGB davor, dass Erwachsene pornografischen Inhalten ausgesetzt sind, ohne dass sie dazu aufgefordert haben, dieses zu erhalten (vgl. auch Dickpic).

## Rechtshistorische Entwicklung
Seit dem Inkrafttreten des Strafgesetzbuchs im Jahr 1871 existieren Strafvorschriften, die sich gegen die Verbreitung sogenannter „unzüchtiger“ Schriften richten. 1962 bewertete der Bundesgerichtshof (BGH) sogenannte Spezialkondome als „unzüchtig“, da sie angeblich eine „unnatürliche Aufreizung geschlechtlicher Reize“ verursachten – und damit verboten waren. Erst im Jahr 1972 änderte der BGH seine Auffassung und gab solche Produkte frei.
Mit dem 4. Gesetz zur Reform des Strafrechts vom 23. November 1973 wurde eine grundlegende Änderung vorgenommen: Der Begriff „Unzüchtigkeit“ wurde durch „Pornografie“ ersetzt, und einfache Pornografie wurde für Erwachsene grundsätzlich freigegeben. Diese gesetzgeberische Entscheidung beruhte auf der Einschätzung, dass es keine wissenschaftlich gesicherten Erkenntnisse über mögliche schädliche Auswirkungen von Pornografie gibt. Daher sollte es Erwachsenen erlaubt sein, solche Inhalte zu konsumieren, solange dadurch keine ernsthaften Gefahren für andere Rechtsgüter entstehen. Gleichzeitig blieb der Schutz bestimmter Gruppen ein zentrales Anliegen des Gesetzgebers. Besonders die ungestörte sexuelle Entwicklung von Jugendlichen wurde als schutzbedürftig angesehen, da eine Gefährdung durch den Kontakt mit einfacher Pornografie wissenschaftlich zwar nicht bestätigt, aber auch nicht ausgeschlossen werden konnte. Darüber hinaus sollte auch das Interesse Einzelner berücksichtigt werden, nicht unfreiwillig mit pornografischen Inhalten konfrontiert zu werden.
§ 184 StGB sowie die Vorschriften zum Schutz vor jugendgefährdenden Schriften sind so auszulegen, dass Erwachsenen der Zugang zu Pornografie nicht unangemessen erschwert wird. Gleichzeitig sollen Jugendliche möglichst davon ferngehalten und eine öffentliche Verbreitung von Pornografie eingedämmt werden. Der Gesetzgeber nimmt dabei bewusst Lücken im Jugendschutz in Kauf, wie etwa durch das Totalverbot von „harter Pornografie“ und Gewaltdarstellungen, um einen Ausgleich zwischen Erwachsenenfreiheit und Jugendschutz zu schaffen. Neben dem § 184 Verbreitung pornographischer Inhalte, gibt es auch noch  § 184a StGB, wodurch Verbreitung gewalt- oder tierpornographischer Inhalte bestraft wird. An Kinderpornografie richtet sich § 184b StGB, und gegen Jugendpornografie § 184c StGB. §183a StGB richtet sich an Erregung öffentlichen Ärgernisses.

### Definition der Pornographie
Der Begriff Pornographie, wird im Gesetz nicht näher bestimmt, dies wurde absichtlich gemacht, um die Entscheidung an die Gerichte zu geben. Eine Darstellung ist nach dem Fanny-Hill-Urteil (Die Memoiren der Fanny Hill von John Cleland), pornographisch, wenn sie unter Ausklammerung sonstiger menschlicher Bezüge sexuelle Vorgänge in grob aufdringlicher, anreißerischer Weise in den Vordergrund rückt und ihre objektive Gesamttendenz ausschließlich oder überwiegend auf die Aufreizung des sexuellen Triebs beim Betrachter abzielt sowie dabei die im Einklang mit allgemeinen gesellschaftlichen Wertvorstellungen gezogenen Grenzen des sexuellen Anstands eindeutig überschreitet. Diese Definition wurde kritisiert, da die Begriffe „allgemeinen Wertvorstellungen“ und des „sexuellen Anstands“ zu unbestimmt seien, um eine praktikable Abgrenzungsrichtlinie zu liefern.
Verschiedene juristische Autoren und Gerichte haben unterschiedliche Ansätze entwickelt; Tröndle versteht unter Pornografie „eine grobe Darstellung des Sexuellen in drastischer Direktheit, die in einer den Sexualtrieb aufstachelndenoder die Geschlechtlichkeit in den Schmutz ziehenden oder lächerlich machenden Weise den Menschen zum bloßen (auswechselbaren) Objekt geschlechtlicher Begierde oder Betätigung jedweder Art degadiert“ Wobei auch hier das Wort „Degradierens“ der Praxis kein hinreichend brauchbares Abgrenzungskriterium liefert. Horn wiederum wollte den Begriff der Pornographie teleologisch (also nach den unterschiedlichen Schutzzwecken der einzelnen Tatbestände des § 184 StGB) auslegen. Wobei der der Schutz von Kindern, Jugendlichen und der Öffentlichkeit im Vordergrund steht. Es kommen vor allem solche Darstellungen in Betracht, „die Schilderungen von Sexualdelikten und Prostitution, die entwürdigende Einstellung zum anderen Geschlecht, eine Überbewertung der Sexualität und ihre Loslösung von anderen Lebensäußerungen zum Gegenstand haben oder die Sexualität mit Angst-, Ekel- oder Schamgefühlen besetzen“; soweit (auch) der Schutz des einzelnen vor ungewollter Konfrontation mit pornographischen Schriften in Rede steht, wird hingegen die Verletzung des sexuellen Anstands als wesentlich angesehen.
Laut dem VG Hamburg können, laut dem Gesetzgeber, sexuelle Vorgänge, die in grob schamverletzender Weise darstellt werden, zu erheblichen und schwer korrigierbaren Fehlentwicklungen bei Jugendlichen führen. Deshalb darf der Gesetzgeber Maßnahmen ergreifen, die den freien Zugang Minderjähriger zu solchen Inhalten wirksam verhindern. Es lassen sich verfassungsrechtliche Bedenken gegen ein Ausstrahlungsverbot für pornographische Filme nicht allein daraus ableiten, dass die wissenschaftlichen Erkenntnisse über deren Wirkung auf die Entwicklung Jugendlicher noch nicht abschließend geklärt sind. Der Gesetzgeber darf auch in einer solchen unsicheren Erkenntnislage Schutzvorschriften erlassen, wenn er sie angesichts der hohen Bedeutung der betroffenen Rechtsgüter für notwendig hält. Diese Einschätzungsprärogative steht ihm zu und ist verfassungsrechtlich nicht zu beanstanden, solange seine Bewertung nicht eindeutig widerlegt ist.

### Pornographie und Kunst
Die Bewertung, ob eine pornographische oder jugendgefährdende Schrift zugleich ein Kunstwerk im Sinne von Art. 5 Abs. 3 GG ist, stellt eine komplexe Herausforderung dar. Laut Rechtsprechung des Bundesverfassungsgerichts und des Bundesgerichtshofs betreffend die pornographischen Romane Josefine Mutzenbacher und Opus Pistorum von Henry Miller kann eine solche pornographische – dasselbe gilt für hartpornographische, gewaltdarstellende oder sonst schwer jugendgefährdende (also nicht nur „schlicht“ jugendgefährdende Kunst sein, wenn sie die formalen Anforderungen einer künstlerischen Gattung erfüllt – etwa als Roman, Gedicht oder Collage usw. Es handelt sich also schon dann um Kunst, wenn sich jemand einer Mediensprache bedient, die den herkömmlichen Gestaltungsformen der Kunst entspricht, ohne dass der Kunstbegriff von einer staatlichen Stil-, Niveau- und Inhaltskontrolle oder von einer Beurteilung der Wirkung des Kunstwerks abhängig gemacht werden darf.
Gerichte und Staatsanwaltschaften sind an diesen Grundsatz gebunden. Auch Darstellungen von Gewalt und Sexualität können demnach unter die Kunstfreiheit fallen, wenn sie Ausdruck freier schöpferischer Gestaltung sind, nämlich die freie schöpferische Gestaltung, in die Eindrücke, Erfahrungen, Phantasien des Künstlers durch das Medium einer bestimmten Formensprache zur unmittelbaren Anschauung gebracht werden. Die Abgrenzung zwischen Kunstfreiheit und Jugendschutz bleibt jedoch schwierig und wird durch die uneinheitliche Rechtsprechung zu einer intellektuellen Gratwanderung.